# Zwei-Grad-Ziel

Diese Abbildung zeigt die Raten, mit denen die weltweiten CO_{2}-Emissionen nach 2024 sinken müssen, um den globalen Temperaturanstieg auf 1,5, 1,7 oder 2,0 Grad Celsius zu begrenzen, ohne auf Netto-Negativemissionen angewiesen zu sein.

Entwicklung der Temperaturen an Land und der See 1880–2020 relativ zum Mittelwert von 1951–1980

Das Zwei-Grad-Ziel beschreibt das Ziel der internationalen Klimapolitik, die globale Erwärmung auf weniger als zwei Grad Celsius bis zum Jahr 2100 gegenüber dem Niveau vor Beginn der Industrialisierung zu begrenzen. Das Ziel ist eine politische Festsetzung, die auf Grundlage wissenschaftlicher Erkenntnisse über die wahrscheinlichen Folgen der globalen Erwärmung erfolgte. Vielfach wird vorgeschlagen, eher von einer „Zwei-Grad-Grenze“ zu sprechen, die nicht überschritten werden dürfe. Zugleich steht das Zwei-Grad-Ziel in der Kritik, nicht ausreichend zu sein, da auch bereits bei zwei Grad Erderwärmung schwere Folgen für Mensch und Umwelt auftreten werden, wie u. a. vom IPCC-Sonderbericht über 1,5 °C globale Erwärmung dokumentiert wurde.

## Hintergrund

### Geschichte

Bohrkerndaten der letzten 5 Mio. Jahre zeigen, dass die globalen Durchschnittstemperaturen während dieser Zeit teils heftig schwankten; sie lagen während dieser Zeit aber nie um mehr als 2 Grad höher als zum Referenzzeitpunkt im Jahr 1950

Die burning embers-Grafik, hier in Anlehnung an den Bericht des IPCC von 2014, ist eine häufig im Zusammenhang mit dem Zwei-Grad-Ziel gezeigte Veranschaulichung der mit steigender Temperatur zunehmenden Risiken.

Das Zwei-Grad-Ziel wurde erstmals von dem Ökonomen William D. Nordhaus in den Jahren 1975 und 1977 formuliert. Dieser argumentierte, dass bei der Begrenzung der globalen Erwärmung die Amplitude natürlicher Klimafluktuationen zugrunde gelegt werden sollte. Eine Temperaturerhöhung um 2 oder 3 Grad gegenüber dem aktuellen, schon vergleichsweise hohen Stand würde das Klima in einen Bereich bringen, wie es seit mehreren hunderttausend Jahren nicht existiert hätte. Nordhaus führte die Zwei-Grad-Grenze allerdings nicht als wertebasiertes Ziel einer künftigen Klimapolitik ein, sondern er benutzte sie als gedankliche Grundlage für davon ausgehende Kosten-Nutzen-Analysen.
Eine im Juli 1988 von der Weltorganisation für Meteorologie, vom Internationalen Wissenschaftsrat und vom Umweltprogramm der Vereinten Nationen einberufene Beratergruppe, Advisory Group on Greenhouse Gases (AGGG) genannt, empfahl in ihrem 1990 veröffentlichten Bericht, die globale Oberflächentemperatur als einen Indikator für Klimapolitik zu verwenden. Einen Temperaturanstieg von 1 Grad sah sie als kaum noch vermeidbar an, jenseits der 2 Grad (bei 400–560 ppm CO2) befürchtete sie einen schnellen Anstieg schwerwiegender Risiken für Ökosysteme und nicht-linearer Reaktionen.
Die 1992 verabschiedete Klimarahmenkonvention der Vereinten Nationen enthielt das Ziel, einen „gefährlichen“ Klimawandel zu vermeiden, ohne jedoch hierfür eine konkrete Grenze zu definieren. Die seit 1990 vorgelegten wissenschaftlichen Berichte des Weltklimarates IPCC gingen ab 2001 auf fünf „Gründe zur Sorge“ (Reasons for concern) ein, anhand derer sich Leser selbst ein Urteil bilden sollten, welche Änderungen als gefährlich einzuschätzen waren. Sie illustrierten diese Gründe zur Sorge mit der Grafik burning embers (Deutsch etwa: Brennende Glut) im Dritten Sachstandsbericht, die 2009 und 2014 in überarbeiteter Form erneut veröffentlicht wurde. Die Berichte vermieden es jedoch, eine Grenze des „Gefährlichen“ ausdrücklich zu definieren.
Der Wissenschaftliche Beirat der Bundesregierung Globale Umweltveränderungen (WBGU) trug wesentlich dazu bei, dass die Zwei-Grad-Grenze in den politischen Prozess gelangte. Der WBGU befürwortete die Grenze 1995 in einem Gutachten, woraufhin sie dann von der Bundesregierung übernommen und zum Ziel der europäischen Klimaschutzpolitik gemacht wurde. Grundlage des WBGU war auch hier die Annahme, dass bei Überschreiten der Zwei-Grad-Grenze Kipppunkte (tipping points) erreicht würden, die weitere, nicht lineare, unumkehrbare und in ihren Konsequenzen kaum einschätzbare Folgen nach sich zögen.
Zunächst verschrieben sich die deutsche Bundesregierung und später die Europäische Union sowie im Dezember 2010 erstmals auch die 194 Mitgliedstaaten der Klimarahmenkonvention der Vereinten Nationen (UNFCCC) diesem Ziel. Indigene Völker und besonders Inselstaaten halten das Zwei-Grad-Ziel für zu wenig ambitioniert und plädierten in internationalen Verhandlungen für eine Senkung der Grenze auf höchstens 1,5 Grad; im Jahr 2015 vereinbarten die Staaten der UNFCCC im Übereinkommen von Paris, zur Einhaltung dieser Grenze „Anstrengungen“ zu unternehmen.
Im Oktober 2018 veröffentlichte das Intergovernmental Panel on Climate Change (IPCC) der Vereinten Nationen anlässlich seiner 48. Sitzung, die in Incheon (Südkorea) stattfand, einen Sonderbericht zur Umsetzung des 1,5-Grad-Zieles. Die Wissenschaftler drängen darin auf schnelle Veränderungen, um die Erwärmung zu begrenzen. Zur Erreichung des 1,5-Grad-Zieles seien „schnelle, weitreichende und beispiellose Veränderungen in allen Bereichen der Gesellschaft“ vonnöten. Hierzu zählen laut dem Bericht Veränderungen der Energiesysteme, im Bereich der Landwirtschaft und der Transportwege. Die derzeit von den einzelnen Staaten bis 2030 verfolgten Klimaschutzziele würden bis 2100 zu einer Erwärmung von 3 Grad führen, die danach weiter steigen würde.
Die 2018 veröffentlichte „Heißzeitstudie“ zeigte zudem, dass selbst bei Einhaltung der Zwei-Grad-Grenze kritische Prozesse im Klimasystem angestoßen werden könnten, die eine weitere Erwärmung der Erde auslösen und den Planeten in eine Heißzeit kippen lassen könnten. Die globalen Durchschnittstemperaturen würden dann dauerhaft um vier bis fünf Grad höher liegen als in vorindustrieller Zeit und der Meeresspiegel könne zwischen 10 und 60 Metern ansteigen. Derzeit wisse die Forschung zudem nicht, ob das Klimasystem bei etwa zwei Grad über dem vorindustriellen Niveau 'geparkt' werden könne oder ob es weiter abrutschen würde in ein dauerhaftes „Supertreibhaus-Klima“.

### Folgen einer globalen Erwärmung um zwei Grad oder mehr
Die Grafik zeigt, dass es keine scharfe Grenze zwischen „tolerablem“ und „gefährlichem“ Klimawandel gibt. Hans Joachim Schellnhuber, emeritierter Direktor des Potsdam-Instituts für Klimafolgenforschung, sagte in einem Interview im August 2010: „Und natürlich kommt es nicht bei 2,01 Grad zum Weltuntergang, schon gar nicht schlagartig.“ Stattdessen ist es eher als Wegmarke zu sehen, jenseits derer die Ungewissheiten und damit auch die mit dem Klimawandel einhergehenden Risiken deutlich zunehmen und die vom Klimawandel ausgehenden Folgen für einige oder sogar viele Gesellschaften unkontrollierbar zu werden drohen.
Wenn es gelänge, das Zwei-Grad-Ziel einzuhalten, wären zahlreiche Folgen der globalen Erwärmung bestenfalls gemildert, nicht aber abgewendet. Die Gletscherschmelze wäre ebenso wenig gestoppt wie der Anstieg des Meeresspiegels. Dieser würde selbst nach einem vollkommenen Emissionsstopp noch für Hunderte von Jahren weiterlaufen.
Bei einer globalen Erwärmung um 2 Grad werden über der Arktis erheblich höhere Durchschnittstemperaturen erwartet, mit entsprechenden Folgen für die Region. Einige Klimaforscher weisen vor diesem Hintergrund darauf hin, dass 2 Grad eher die Grenze zwischen „gefährlichem“ und „sehr gefährlichem“ Klimawandel darstelle als zwischen „tolerablem“ und „gefährlichem“. Die Einschränkung der Erwärmung auf 1,5 Grad statt auf 2 Grad würde die Wahrscheinlichkeit einer sommerlichen Eisfreiheit der Arktis um 2100 von 100 % auf 30 % reduzieren.
Eine 2018 in Nature erschienene Studie kam zu dem Ergebnis, dass bei einer Erderwärmung um 2 Grad die ökonomischen Schäden um wahrscheinlich mehr als 20 Billionen US-Dollar höher ausfallen würden als bei einer Erderwärmung um 1,5 Grad. Demnach werden die Mehrkosten zum Erreichen des 1,5-Grad-Ziels auf etwa 300 Milliarden Dollar beziffert, sodass das Nutzen-Kosten-Verhältnis bei der Begrenzung der Erderwärmung auf 1,5 statt 2 Grad etwa 70 beträgt. Deutlich größere ökonomische Schäden ergeben sich demnach ohne stringente Klimaschutzmaßnahmen. So könnte eine Erderwärmung bis 2100 um 2,5–3 Grad zu zusätzlichen wirtschaftlichen Schäden führen, die 15–25 % des Pro-Kopf-Bruttoweltproduktes betragen, bei 4 Grad mehr als 30 %.

### Politische Festsetzung
Das Zwei-Grad-Ziel ist die politische Definition des in Artikel 2 der UN-Klimarahmenkonvention (UNFCCC) festgelegten Grundsatzes, nach dem eine „gefährliche anthropogene Störung des Klimasystems“ verhindert werden soll. Die 1992 beschlossene Klimarahmenkonvention enthält keine genaueren Angaben darüber, ab wann der Klimawandel als „gefährlich“ einzustufen ist. Mit dem Zwei-Grad-Ziel, das auf der UN-Klimakonferenz in Cancún im Dezember 2010 erstmals offiziell anerkannt worden ist, hat die Staatengemeinschaft dies nachgeholt. Erwähnt wurde das Ziel zwar auch schon im Copenhagen Accord, dem Abschlussdokument der UN-Klimakonferenz in Kopenhagen 2009, doch damals haben es die Diplomaten lediglich „zur Kenntnis“ genommen.
Auch außerhalb der UN-Klimadiplomatie und vor der Cancún-Konferenz wurde das Zwei-Grad-Ziel bereits erwähnt. So erkannten es die Staats- und Regierungschefs beim G8-Gipfel im Juli 2009 in L’Aquila einheitlich an.
Einzelne Staaten und Regionen hatten sich dem Zwei-Grad-Ziel bereits länger verschrieben. In Deutschland empfiehlt der Wissenschaftliche Beirat der Bundesregierung Globale Umweltveränderungen (WBGU) schon seit 1994, die mittlere Erwärmung auf höchstens 2 K zu begrenzen. Die Mitgliedstaaten der Europäischen Union beschlossen 1996 und abermals 2005, das Zwei-Grad-Ziel zu einer Leitlinie ihrer Klimapolitik zu machen. Allerdings ist umstritten, ob die selbstgesteckten Ziele der EU für eine Kompatibilität mit dem Pariser Abkommen ausreichend sind.
Viele Entwicklungsländer halten das Zwei-Grad-Ziel für zu schwach, weil der damit verbundene Klimawandel ihre Existenz gefährde. In internationalen Klimaverhandlungen plädieren vor allem die 44 in der Alliance of Small Island States zusammengeschlossenen Inselstaaten für eine Verschärfung des Ziels auf mindestens 1,5 K. Einige Klimaforscher, darunter James E. Hansen vom Goddard Institute for Space Studies der NASA, plädieren ebenfalls für striktere Ziele und nennen eine Kohlendioxid-Konzentration von höchstens 350 ppm tolerabel. 2013 erreichte der Wert bereits 400 ppm.

## Erreichbarkeit des Zwei-Grad-Ziels

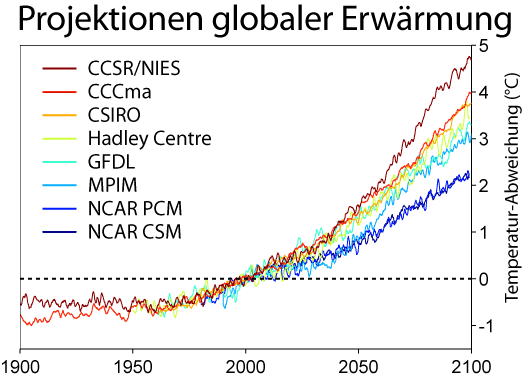
Einige Projektionen der Temperaturentwicklung bis 2100 zeigen, dass das Zwei-Grad-Ziel nur sehr schwer einzuhalten sein wird. Hierbei ist zu beachten, dass als Nulllinie das Jahr 2000 gewählt wurde. Dieses war bereits ca. 0,7 K wärmer als das Niveau von 1880–1920. Eine Erwärmung von +2 K über dem Jahr 2000 entspricht also einer Erwärmung von 2,7 K über dem vorindustriellen Niveau.

Das Zwei-Grad-Ziel kann nur eingehalten werden, wenn der Ausstoß von Treibhausgasen langfristig deutlich zurückgeht. Wie schnell und umfassend die Reduktion sein muss, ist abhängig von mehreren Variablen und kann nicht letztgültig entschieden werden.

### Begrenztes Emissionsbudget
CO2 hat, im Vergleich zu den meisten anderen klimarelevanten Stoffen, eine lange Verweilzeit in der Atmosphäre: Etwa die Hälfte der CO2-Emissionen wird von Biosphäre und Ozeanen aufgenommen (und führt zur Versauerung der Meere), die andere Hälfte reichert sich über viele hundert Jahre in der Atmosphäre an und verschärft die globale Erwärmung. Die weitere Erderwärmung im 21. Jahrhundert und darüber hinaus wird daher wesentlich von den kumulativen CO2-Emissionen bestimmt. Diese dürfen eine, von verschiedenen Randbedingungen – wie etwa den Emissionen anderer, kurzlebiger Treibhausgase – abhängige, Gesamtmenge nicht überschreiten, um die Erwärmung mit einiger Sicherheit auf deutlich unter 2 K zu begrenzen. Die Differenz zwischen einer mit dem Zwei-Grad-Ziel in Einklang stehenden Gesamtmenge und der bereits emittierten Menge wird als verbleibendes CO2-Budget bezeichnet.
Die globale Erwärmung seit Beginn der Industrialisierung um das Jahr 1850 betrug im Jahr 2018 im langjährigen Mittel etwa 1,0 Grad Celsius. Das Jahr 2020 war nach Angaben der WMO vom Dezember 2020 um 1,2 K(± 0,1 K) wärmer als im  Zeitraum 1850–1900. Um einen Anstieg um ein weiteres Grad Celsius zu vermeiden, hätten, nach einem Budgetansatz des WBGU aus dem Jahr 2009, die weltweiten Treibhausgasemissionen bis 2050 um mindestens 50 % sinken müssen, in den Industrieländern um 80–95 % (jeweils gegenüber 1990). Die Emissionsreduktion hätte demnach im Laufe der 2010er Jahre einsetzen müssen, ansonsten bestünde keine realistische Aussicht mehr, das Zwei-Grad-Ziel einzuhalten. In der zweiten Hälfte des 21. Jahrhunderts müssen die weltweiten Treibhausgasemissionen dann zwingend auf Null reduziert werden, da nur so die Gesamtmenge an Treibhausgasen in der Atmosphäre nicht weiter ansteigt und somit eine immer weiter steigende Temperatur vermieden werden kann.

### Erreichbarkeit
Nach Einschätzung der Max-Planck-Gesellschaft aus dem Jahr 2015 war das Zwei-Grad-Ziel mit den vorhandenen Mitteln erreichbar. Je länger der Klimaschutz hinausgezögert wird, desto größer werden die Kosten des Klimaschutzes; zudem müssen auch mehr risikobehaftete Technologien eingesetzt werden als bei schnellen Klimaschutzmaßnahmen. In Anbetracht der unsicheren weiteren Entwicklung des weltweiten Klimaschutzes, des steigenden Energiebedarfs und der nur schleppenden Umsetzung bisher eingegangener Reduktionsverpflichtungen äußern manche Beobachter schon 2011 ernsthafte Zweifel, ob das Ziel auch politisch erreichbar ist. So bezeichnete Fatih Birol, Chefökonom der Internationalen Energieagentur (IEA), es in diesem Jahr als „praktisch ausgeschlossen“, die mit dem Zwei-Grad-Ziel verbundenen Emissionsreduktionen zu bewältigen. Nach Angaben des Umweltprogramms der Vereinten Nationen von 2020 ist derzeit eine Erwärmung der Erdatmosphäre bis Ende des Jahrhunderts um etwa 3,2 Grad am wahrscheinlichsten, wenn alle Staaten ihre Ziele erreichen würden, die sie bislang offiziell bei den Vereinten Nationen eingereicht haben.
Bei einer konsequenten Klimaschutzpolitik ist hingegen auch die Begrenzung auf 1,5 Grad Erwärmung noch möglich, so wie 2015 im Übereinkommen von Paris durch die internationale Gemeinschaft vereinbart. 2015 wurde erwartet, dass die Welt dafür ihre Nettotreibhausgasemissionen alsbald zurückfahren und zwischen 2045 und 2060 den Nullwert erreichen müsste, während sich das Fenster zum Erreichen dieses Zieles schnell schließt. Zudem muss in der zweiten Hälfte des 21. Jahrhunderts ein Teil des vorher zu viel ausgestoßenen Kohlenstoffdioxids wieder künstlich aus der Erdatmosphäre entfernt werden. Wissenschaftlich ist umstritten, ob diese Menge an negativen Emissionen erreicht werden kann, daher sollte eine Klimapolitik nicht auf der Annahme basieren, dass diese Technik langfristig in großem Maßstab zur Verfügung steht. Laut dem Internationalen Währungsfonds müsste der CO2-Preis bis 2030 auf 50 bis 100 USD pro Tonne steigen, um das Zwei-Grad-Ziel zu erreichen.
Eine Gruppe von Wissenschaftlern um den schwedischen Resilienzforscher Johan Rockström hatte im Jahr 2017 eine einfache Faustformel entwickelt, wie das Zwei-Grad-Ziel erreicht werden kann. Demnach muss der weltweite CO2-Ausstoß alle 10 Jahre halbiert werden. Die jährliche Reduktion würde dadurch bei ca. 7 % liegen. Gleichzeitig sollte der Anteil der Erneuerbaren Energien am Gesamtenergie-Bedarf alle 5 bis 7 Jahre verdoppelt werden. Zusätzlich müsse der Atmosphäre CO2 entzogen werden.
Eine im Jahr 2022 veröffentlichte Studie besagt, dass das Zwei-Grad-Ziel mit einer 48- bis 58-prozentigen Wahrscheinlichkeit erreicht werde, insofern der Ausstoß von Treibhausgasen in exakt dem Umfang verringert wird, wie er von Staaten im Rahmen der UN-Klimakonferenz in Glasgow 2021 zugesichert worden war. Eine 2023 erschienene Prognose attestiert dagegen, dass das Zwei-Grad-Ziel auch im Falle bestmöglicher Annahmen (SSP1-2.6) verfehlt werden könnte.
Laut dem Emissions Gap Report 2023 der UNO, werden die Emissionen weltweit vor 2030 ihren Höhepunkt überschreiten und dann sinken. Das Zwei-Grad-Ziel würde nicht erreicht. Laut einer Umfrage des britischen Guardian erwarteten Anfang 2024 über 77 Prozent der befragten mehreren hundert Klimaforscher Erhöhung der globalen Durchschnittstemperaturen um 2,5 Grad oder mehr.

### Klimatologische Unsicherheiten und Eintrittswahrscheinlichkeiten
Ein entscheidender Faktor bei der Frage danach, mit welchen Maßnahmen das Zwei-Grad-Ziel eingehalten werden kann, ist die gewählte Eintrittswahrscheinlichkeit bzw. die Risikobereitschaft, das Ziel gegebenenfalls zu überschreiten. Abhängig davon, ob man das Ziel mit einer Wahrscheinlichkeit von 10 %, 50 % oder 90 % erreichen will, ergeben sich gravierend unterschiedliche Anforderungen an den Klimaschutz.
Hinzu kommen bestehende Unsicherheiten in der Klimaforschung, allen voran die Frage nach der Klimasensitivität. Diese beschreibt die mit einer bestimmten Treibhausgas-Konzentration letztlich einhergehende Erwärmung. Gegenwärtig geht die Klimaforschung davon aus, dass eine Verdoppelung der Konzentration des in diesem Zusammenhang wichtigsten Treibhausgases, Kohlenstoffdioxid, bezogen auf das vorindustrielle Niveau von 280 ppm, eine Erwärmung um 2 bis 4,5 K bewirken würde.
Gemeinsam führt dies zu stark unterschiedlichen Zielwerten für die zulässige Konzentration von Kohlenstoffdioxid in der Erdatmosphäre, die von 330 ppm bis zu 700 ppm reichen. Unter anderem aufgrund dieser Bandbreite ist das Zwei-Grad-Ziel als normativ vielleicht gerechtfertigte, technisch aber wenig brauchbare Vorgabe kritisiert worden.

### Höhe der notwendigen Reduktionen

Wenn das Zwei-Grad-Ziel erreicht werden soll, könnte es zum Platzen der Kohlenstoffblase an den internationalen Finanzmärkten kommen

Um das Zwei-Grad-Ziel mit einer Wahrscheinlichkeit von 50 % einzuhalten, hätte das Kohlendioxidäquivalent der Konzentration der wichtigsten Treibhausgase nicht über 450 ppm steigen dürfen. Um es mit einer Wahrscheinlichkeit von 70 % einzuhalten, hätte diese Konzentration nicht über 400 ppm steigen dürfen. Sie lag im Jahr 2015 bei 485ppm. Nach Angaben des Umweltprogramms der Vereinten Nationen (UNEP) von 2010 hätte die Wahrscheinlichkeit bei über 50 % gelegen, das Zwei-Grad-Ziel einzuhalten, wenn:
- die globalen Emissionen begonnen hätten, zwischen 2015 und 2021 zu sinken.
- die globalen Emissionen im Jahr 2020 zwischen 40 und 48,3 Mrd. Tonnen gelegen wären.
- bis 2050 die globalen Emissionen um 48 % bis 72 % im Vergleich zum Jahr 2000 sinken bzw. um mindestens 90 % im Vergleich zu 2005 reduziert werden.[39]

Da Kohlenstoff, der aus der Nutzung fossiler Brennstoffe stammt, aus den Reservoirs Luft, Wasser, Boden und Pflanzenwelt nur durch die sehr langsam wirkende Verwitterung von Gestein auf natürliche Weise wieder verschwindet, hängt der menschengemachte Klimawandel letztlich von der Gesamtmenge an zusätzlich erzeugtem Kohlenstoffdioxid ab. Aktuell werden jährlich etwa 36 Milliarden Tonnen CO2 emittiert. Die Verbrennung aller bekannten Reserven an fossilen Rohstoffen (heute technisch und ökonomisch förderbar) würde CO2-Emissionen in Höhe von ca. 2.800 Milliarden Tonnen verursachen. Um das Zwei-Grad-Ziel mit einer Wahrscheinlichkeit von 75 % einzuhalten, dürften die Emissionen im Zeitraum von 2000 bis 2050 nicht über 1000 Mrd. Tonnen steigen. Da allein von 2000 bis 2006 bereits 234 Mrd. Tonnen emittiert wurden, liegt das verbleibende Emissionsbudget bereits unter 766 Mrd. Tonnen. Bei gleichbleibend hohen Emissionen wäre das vorhandene Budget im Jahr 2027 ausgeschöpft. Soll das Risiko einer über 2 Grad hinausgehenden Erwärmung bei nur 20 % liegen, träte dieser Fall bereits drei Jahre früher ein; ist man bereit, das Risiko auf 50 % anzuheben, würde das Budget bis zum Jahr 2039 reichen.
Der Wissenschaftliche Beirat der Bundesregierung Globale Umweltveränderungen hat bereits 2009 errechnet, dass eine unverzügliche Trendwende bei den Treibhausgas-Emissionen herbeigeführt werden muss, soll die Erderwärmung tatsächlich auf 2 Grad begrenzbar bleiben.
„Schon eine leicht verzögerte Trendwende im Jahr 2015 würde jährliche globale Emissionsminderungen von bis zu 5 % (bezogen auf 2008) erfordern […]. Die Welt müsste dann pro Jahr Reduktionsleistungen in einer Größenordnung erbringen, für die im Kyoto-Protokoll für die Industriestaaten über zwei Jahrzehnte vorgesehen sind. Eine Verzögerung der Trendumkehr bis 2020 könnte kaum mehr realisierbare globale Minderungsraten von bis zu 9 % pro Jahr erfordern. Es ist daher notwendig, die beobachtete weltweite Steigerung der CO2-Emissionen möglichst umgehend zu stoppen und zu global sinkenden Emissionen überzugehen.“
In einer Modellrechnung erläutert IPCC-Autor Thomas Stocker von der Universität Bern die Situation. Hierbei nimmt er an, dass die globalen Treibhausgasemissionen bis zu einem bestimmten Datum weiter ansteigen, um dann um einen konstanten Prozentsatz von etwa 3 % pro Jahr zu sinken. Es zeigt sich Folgendes: Wird der Zeitpunkt, an dem die Emissionen zu sinken beginnen, um ein Jahrzehnt verzögert, so führt diese Verzögerung schlussendlich zu einer Erwärmung, die beim Drei- bis Achtfachen der in diesem Zeitraum beobachteten globalen Erwärmung liegt. Während sich die Erde gegenwärtig also um ca. 0,1 Grad pro Jahrzehnt erwärmt, führt eine Verzögerung des Beginns tiefgreifender Klimaschutzmaßnahmen im selben Zeitraum aber zu einer Erhöhung der letztendlich erreichten Erwärmung um etwa 0,5 Grad.
In einer weiteren Studie von Valentin Crastan wird zur Einhaltung der Zwei-Grad-Grenze eine Stabilisierung und leichte Verminderung der CO2-Emissionen aus fossilen Brenn- und Treibstoffen bis 2030 auf 28 bis 32 Gt/a gefordert und deren Reduktion bis 2050 auf 16 Gt. Die dazu notwendige und angemessene Verteilung auf die Weltregionen und alle G-20-Länder wird aufgrund ihrer wirtschaftlichen Leistungsfähigkeit versuchsweise festgelegt, bei Berücksichtigung der BIP-Voraussagen von Weltbank und IMF. Die Studie wurde 2016 aktualisiert.
Das Erreichen des Zwei-Grad-Ziels gilt zunehmend als schwierig oder nur mit sehr großen Kraftanstrengungen zu erreichen. Die meisten Modelle gingen schon 2015 davon aus, dass nach 2050 Bioenergie mit CO2-Abscheidung und -Speicherung (BECCS) zum Einsatz kommen muss, mit der ein Teil des bei der Nutzung von Biomasse als Energiequelle freiwerdenden CO2 mit CCS-Technik abgeschieden und anschließend gespeichert wird. Ob solche Maßnahmen politisch wie technisch umsetzbar sind, ist umstritten.
In einer Studie vom Jahr 2025 weisen die Autoren darauf hin, dass zum Erreichen der Klimaziele mittlerweile eine Emissionsreduktion nötig ist, die dreimal so schnell erfolgen müsste, als die stärkste, historisch beobachtete Reduktion. Wenn keine substanzielle Emissionsreduktion erreicht werden sollte, erwarten die Autoren eine globale Erwärmung um 3 °C bis zum Jahr 2050.

## 1,5-Grad-Ziel
→ Hauptartikel: 1,5-Grad-Ziel

Unsicherheit über die Folgen: Experten haben die im IPCC-Bericht 2001 geschätzten Risiken revidiert – bei gleichem Temperaturanstieg sahen sie 2009 und 2014 jeweils zumeist größere Risiken.

Das Zwei-Grad-Ziel wird von vielen Forschern sowie unter anderem dem IPCC für nicht ausreichend angesehen, um schwerwiegende Folgen der globalen Erwärmung auf Mensch und Umwelt zu verhindern. So bedeutet eine Erwärmung um zwei Grad für viele indigene Völker eine Zerstörung ihrer Kultur und Lebensweise, sei es in arktischen Regionen, in kleinen Inselstaaten oder in Wald- oder Trockengebieten, sowie den fast vollständigen Verlust aller Korallenriffe weltweit. Die Grenze für ein Abschmelzen der grönländischen Eismassen liegt nach einer im Jahr 2012 erschienenen Studie zwischen 0,8 und 3,2 Grad. Einige Klimaforscher halten das Zwei-Grad-Ziel daher für zu hoch angesetzt und plädieren für ein 1,5-Grad-Ziel. Stefan Rahmstorf bezeichnet den Begriff des Zwei-Grad-„Zieles“ als irreführend, da wohl niemand, der „bei Sinnen“ sei, eine Erwärmung um zwei Grad herbeiführen wolle. Es gehe vielmehr darum, diese unter allen Umständen zu verhindern.
So plädierte die Deutsche Physikalische Gesellschaft schon im Dezember 1985 und erneut im Jahr 1987, gemeinsam mit der Deutschen Meteorologischen Gesellschaft, für die Einhaltung eines Ein-Grad-Ziels.
In einer im Jahr 2013 erschienenen Studie wurde das Speläothem-Wachstum in sibirischen Höhlen während der letzten 500.000 Jahre untersucht. Demnach reicht eine globale Erwärmung von 1,5 Grad im Vergleich zu den vorindustriellen globalen Durchschnittstemperaturen aus, um ein starkes Auftauen sibirischen Permafrostbodens bis hin zum 60. Breitengrad auszulösen. Da im Permafrost der Nordhemisphäre eine Kohlenstoffmenge gespeichert ist, die zweimal dem vorindustriellen Gehalt der Atmosphäre entspricht, bedeutet dies, dass bereits bei einer Erwärmung um 1,5 Grad ein großes Risiko für eine starke Freisetzung von Methan und Kohlenstoffdioxid aus dieser Quelle besteht, was zu einer weiteren Erwärmung führen würde.
Der Klimatologe James E. Hansen nannte im Dezember 2011 das Zwei-Grad-Ziel ein „Rezept für eine Katastrophe“ (original englisch: „a prescription for disaster“). Zusammen mit 15 anderen Autoren veröffentlichte er im Jahr 2015 eine wissenschaftliche Arbeit, in der er unter anderem auf die Gefahren eines sich exponentiell beschleunigenden Meeresspiegelanstieges und extremer Stürme hinweist, die sich bei einer Erwärmung um zwei Grad ergäben. Hans Joachim Schellnhuber nannte die Zwei-Grad-Grenze einen „Kompromiss zwischen dem wissenschaftlich Gebotenen und dem ökonomisch Günstigen“. Allerdings müsse auch schon in Hinblick auf zwei Grad klar sein, dass generell jedes Zehntel Grad mehr Erderwärmung das Risiko erhöht, Kippelemente im Erdklimasystem auszulösen, die zu einer „Heißzeit“ führen könnten.
2024 war die Einhaltbarkeit des 1,5-Grad-Ziels eine extreme Minderheitenposition unter Klimaforschern.